# Hugh Scaife
Hugh Scaife (Headley, 12 de abril de 1930 — Wilmington, 25 de junho de 2009) foi um cenógrafo britânico. Ele foi indicado a três Óscares na categoria de Melhor Direcção de Arte.

## Filmografia selecionada
Scaife foi indicado a três Oscars na categoria de Melhor Direção de Arte:
- The Spy Who Loved Me (1977)
- The Elephant Man (1980)
- A Passage to India (1984)